# Psychotria megistophylla
Psychotria megistophylla är en måreväxtart som beskrevs av Paul Carpenter Standley. Psychotria megistophylla ingår i släktet Psychotria och familjen måreväxter. Inga underarter finns listade i Catalogue of Life.